# Харальд III (король Дании)
Харальд III Точило (дат. Harald 3. Hen; 1040/1041 — 17 апреля 1080) — король Дании из династии Эстридсенов, сын короля Свена II Эстридсена. В 1076 году, после смерти отца, был избран на тинге королём и провёл ряд реформ, — в частности, монетную и судебную. В целом его правление было спокойным и тихим. Харальд не оставил наследников, следующим монархом Дании стал его брат Кнуд IV Святой.

## Биография
Харальд III родился около 1040/1041 года. Его отцом был датский король Свен II Эстридсен, матерью — наложница Свена Гунхильда Свейнсдоттир. Харальд участвовал в последнем датском набеге на Англию в 1069 году вместе с отцом, дядей и братом Кнудом.
После смерти Свена II в 1076 году на трон претендовали два его сына: Харальд и Кнуд. Королём на тинге в Исёре на Исе-фьорде был избран Харальд. Новоизбранный король принёс клятвенные обеты, так называемые Законы Харальда, изложив в них свои принципы управления страной. Его правление описывается как мирное, несмотря на конфликты с младшими братьями — Кнудом и Эриком, претендовавшими на датский престол и пользовавшимися поддержкой короля Норвегии Олафа III в борьбе с властью короля Харальда. Харальд III поддерживал добрые отношения с католической церковью и папой. Известно о нескольких письмах папы Григория VII, адресованных Харальду III, в которых он советовал королю Дании поделиться властью со своими братьями. Папа также писал Олафу III Норвежскому, чтобы тот не помогал братьям Харальда в насильственном свержении короля.
Власть Харальда сильно зависела от поддержки датской знати. Несмотря на весьма ограниченные полномочия, король провёл несколько важных реформ. В частности, он преобразовал датскую монетную систему, учредив монетные дворы в Рибе, Виборге, Лунде и Шлезвиге. Таким образом, была создана чёткая система чеканки датской монеты. При нём была упорядочена система мер и весов в королевстве, была разрешена рубка леса в королевских угодьях. Также король реформировал судебную систему, отменив ордалии, суд поединком и учредил суд по английскому образцу, заставив стороны приносить присягу в своих показаниях. Сохранились письма Харальда III к папе Григорию с просьбой учредить в Дании архиепископство. Однако епархия в Дании в то время не появилась.
Король Харальд умер 17 апреля 1080 года, пробыв на троне около четырёх лет. Он был похоронен в Аббатстве в Дальби, в Сконе. Король состоял в браке со своей двоюродной сестрой
Маргаритой Хасбьёрнсдоттер. Детей Харальд не оставил, и поэтому престол унаследовал его брат и соперник Кнуд IV Святой.

## Значение
Саксон Грамматик писал, что Харальд III был известен «своей любовью к праздной жизни». Он добавлял, что Харальд был знаменит лишь любовью к религии, предпочитал проводить время за богослужениями и не следил за выполнением изданных им законов, чем потворствовал преступникам.
Некоторые историки, например, Эйлнот, положительно оценивали роль короля и его преобразования. Они считали его добрым и справедливым правителем.
Прозвище короля Hen означает «точило». По одной из версий, этим указывалось на мягкость характера монарха. Вероятно, это прозвище было дано сторонниками Кнуда.